# Giulio Tutore
Giulio Tutore (in latino Iulius Tutor; fl. 69-70) è stato un militare gallo dell'esercito imperiale romano durante la rivolta batava (69-70).

## Biografia
Membro della tribù dei Treviri, Tutore era stato messo da Vitellio a capo delle truppe della riva sinistra del Reno. Quando la rivolta batava scoppiò, organizzò la congiura contro i comandi militari romani assieme al treviro Giulio Classico e al lingone Giulio Sabino. Il piano fu elaborato in una casa di Colonia Agrippinensis (Colonia), assieme ad alcuni Ubi e Tungri: si sarebbero dovuti bloccare i passi alpini, corrompere le legioni, ucciderne i legati e infine inviare messaggeri in Gallia per sollevarla.
Il comandante in capo dell'esercito romano nella zona, Dillio Vocula, fu avvisato del piano, ma non fu in grado di annientarlo: si fece persino convincere da Classico a muoversi per attaccare Gaio Giulio Civile, il capo della rivolta dei Batavi che in quel momento stava assediando due legioni romane a Castra Vetera. Quando furono nei pressi della città assediata, Classico e Tutore contattarono i Germani assedianti, e decisero di porre un campo separatamente dal resto dell'esercito romano. Vocula, dopo aver tentato di convincere Civile, si ritirò verso Novaesium: Classico e Tutore, seguendolo a breve distanza, riuscirono a fomentare lo scontento dei soldati di Vocula, convincendoli ad ammutinarsi contro il loro comandante. Classico inviò allora un disertore di nome Emilio Longo nel campo romano, e durante la rivolta questo uccise Vocula. Tutore riuscì a convincere i soldati romani di Colonia Agrippinensis a fare voto di fedeltà all'impero della Gallia sui banchi dell'alto Reno.
Tutore fu incaricato di controllare i passi alpini, per sbarrare la strada ai rinforzi romani dall'Italia; mancò però ai propri compiti, e il grosso esercito di Quinto Petilio Cereale, raccolto dall'ultimo imperatore dell'Anno dei quattro imperatori, Tito Flavio Vespasiano, passò in Germania facilmente. Costretto ad affrontare le soverchianti forze di Cereale, Tutore si vide abbandonato da gran parte delle proprie truppe, e fu quindi costretto a ritirarsi a Bingium, dove fu però sconfitto. Prima di aiutò Tullio Valentino nel suo tentativo di resistenza ai Romani, poi raggiunse Civile e Classico, che avevano attraversato il Reno per rifugiarsi sull'isola dei Batavi. Il racconto di Publio Cornelio Tacito, fonte principale della rivolta batava, termina bruscamente dopo l'arrivo sull'isola di Cereale e il tentativo di abboccamento tra le parti in causa, e quindi non è noto il destino di Tutore.

### Fonti primarie
- Tacito, Historiae, iv.55, 59, 70, v.19—22.

### Fonti secondarie
- William Smith, Tutor, Julius, in Dictionary of Greek and Roman Biography and Mythology, vol. 3,  p. 1193 (archiviato dall'url originale il 3 febbraio 2007).